# ولستون (اکلاهما)
ولستون(به انگلیسی: Wellston) شهری در ایالت اکلاهما کشور ایالات متحده آمریکا است که جمعیت آن در سرشماری سال ۲۰۱۰ میلادی، ۷۸۸ نفر بوده‌است.